# Otto Knaudt

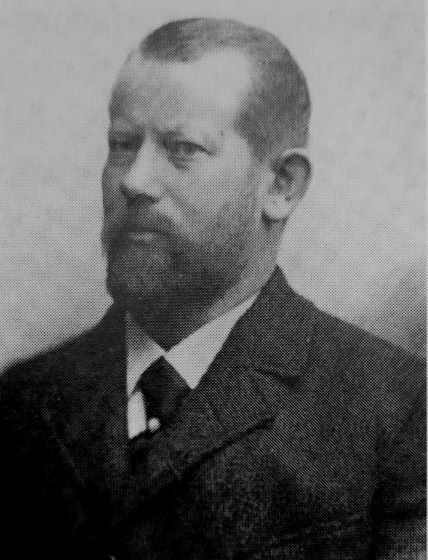
Otto Knaudt

Otto Knaudt (* 13. Juni 1855 in Duisburg; † 12. Mai (nach anderen Angaben: 25. Mai) 1911 in Essen) war ein deutscher Ingenieur, Unternehmer und Stadtverordneter.

## Leben

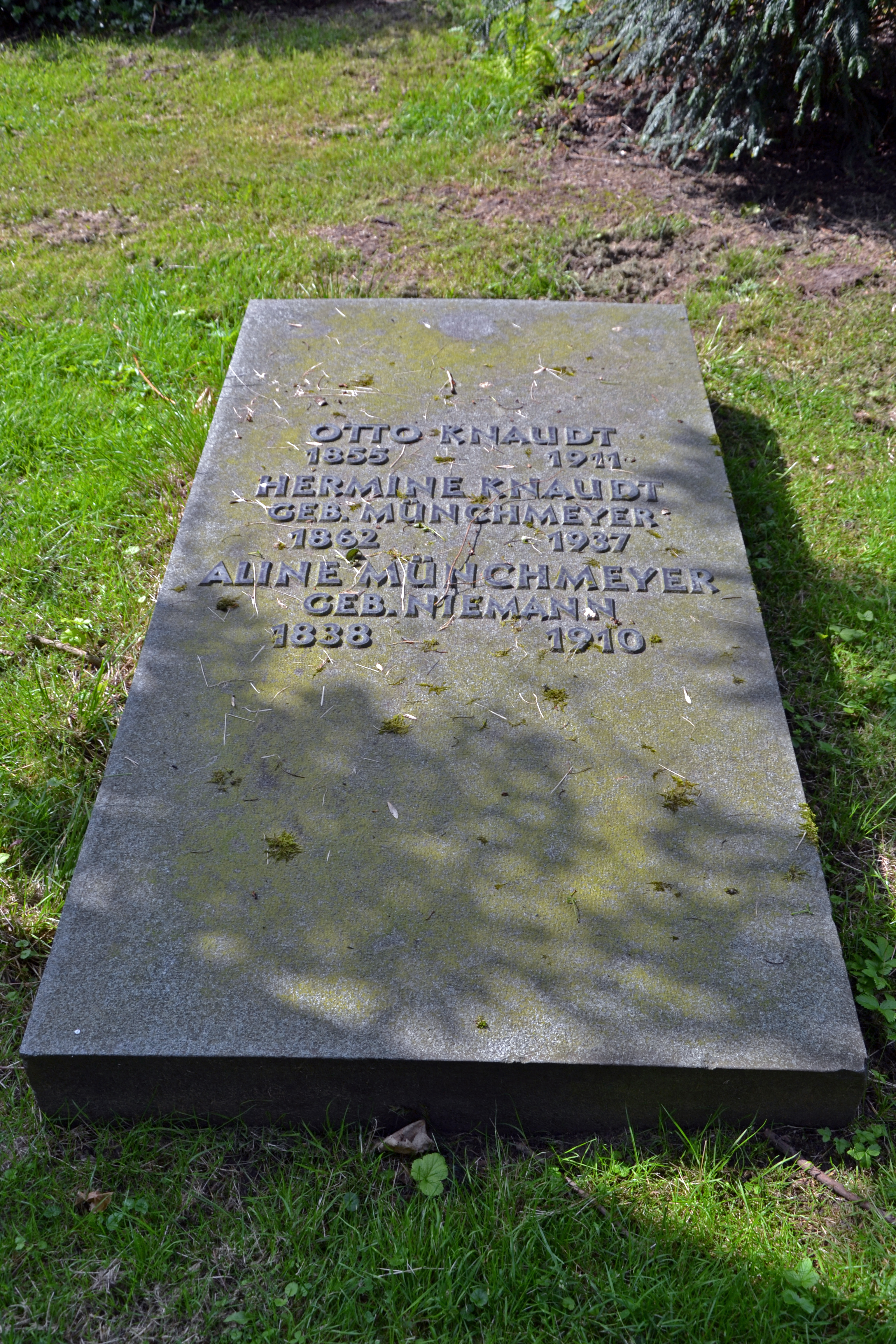
Grab von Otto Knaudt auf dem Ostfriedhof in Essen

Otto Knaudt war ein Sohn des Unternehmers Adolf Knaudt. Nach dem Besuch der Städtischen Oberrealschule (Vorläufer der heutigen Frida-Levy-Gesamtschule) absolvierte Knaudt 1873 das Abitur. Er erhielt eine praktische Ausbildung im Betrieb des Vaters, dem Puddlings- und Blechwalzwerk Schulz, Knaudt & Cie. Im Anschluss studierte er an der Technischen Hochschule Stuttgart Hütten- und Maschinenkunde. Knaudts erster Arbeitgeber nach dem Studium war die Maschinenfabrik und Kesselschmiede Paucksch & Freund in Landsberg an der Warthe. Nach einjähriger Tätigkeit in dem dortigen Konstruktionsbüro war er für mehrere Jahre in Frankreich und England tätig. 1881 stieg er in das väterliche Unternehmen ein. Mit der Umwandlung des Unternehmens in eine Gewerkschaft wurde er dessen technischer Leiter, mit der 1889 erfolgten Umwandlung in eine Aktiengesellschaft wurde er Vorstandsmitglied. 1910 trat er von dieser Position zurück und wurde in den Aufsichtsrat gewählt. 
Knaudt erwarb sich ein besonderes Verdienst um die Einführung von Wellrohren im Dampfkesselbau. Er war Mitglied der Deutschen Dampfkessel-Normenkommission, Vorsitzender der Technischen Kommission des Verbandes deutscher Grobblechwalzwerke, Vorstandsmitglied der Hütten- und Walzwerks-Berufsgenossenschaft und lebenslängliches Mitglied der Schiffbautechnischen Gesellschaft. Daneben gehörte er dem Verein Deutscher Ingenieure (VDI) und dem VDI-Bezirksverein an der niederen Ruhr an.
Otto Knaudt war von 1889 bis 1904 Stadtverordneter in Essen. Er war Gesellschafter der am 8. Januar 1910 gegründeten Essener Hotelgesellschaft m.b.H. Kaiserhof zum Zweck der Ausrüstung, der Einrichtung und des Betriebs eines modernen, großen Hotels, dem 1912 eröffneten Hotel Kaiserhof.
In Anerkennung seiner ungewöhnlichen und weitgehenden Fürsorge für seine Arbeiter wurde Otto Knaudt am 21. Februar 1910 zum Königlich Preußischen Kommerzienrat ernannt. Er ließ unter anderem, auf Anregung seines Vaters, die Arbeitersiedlung Hüttenheim in Essen-Huttrop errichten, deren Bewohner mit dem Umzug des Unternehmens Schultz-Knaudt 1912 nach Duisburg in die dort neu errichtete Siedlung Hüttenheim umsiedelten. Nach Knaudts Tod stellte seine Witwe Hermine der Stadt Essen 50.000 Mark zum Zwecke der Volksbildung zur Verfügung. Zudem brachte sie 1936 die Häuser an der Bismarckstraße 62 (später Ruhrlandmuseum) und an der Goethestraße 32 sowie ein Kapitalvermögen von etwa 127.000 Reichsmark in die Frau-Otto-Knaudt-Stiftung ein. Diese ausschließlich und unmittelbar gemeinnützigen und mildtätigen Zwecken dienende Stiftung wird von der Stadt Essen verwaltet. Bis heute entscheidet über die Verwendung der Mittel zweimal jährlich der Ausschuss für Soziales, Arbeit, Gesundheit und Integration (ASAGI) des Rates der Stadt Essen.
Otto Knaudt wurde auf dem Friedhof am Kettwiger Tor beigesetzt. Seine sterblichen Überreste wurden nach dessen Schließung 1954 auf den Ostfriedhof in Essen umgebettet.